# Ландал
Ландал (порт. Landal)  —  район (фрегезия) в Португалии,  входит в округ Лейрия. Является составной частью муниципалитета  Калдаш-да-Раинья. По старому административному делению входил в провинцию Эштремадура. Входит в экономико-статистический  субрегион Оэште, который входит в Центральный регион. Население составляет 1144 человека на 2001 год. Занимает площадь 9,94 км².